# Микитенко Ольга Леонтіївна
О́льга Лео́нтіївна Миките́нко  (лат. Olha Mykytenko, *24 червня 1974, Житомир) — українська та німецька співачка (сопрано); солістка Національного театру опери та балету імені Т.Шевченка з 1995 по 2006, Заслужена артистка України (07.1999).

## Життєпис
Народилася 24 червня 1974 у Житомирі. З 1989 — студентка Житомирського музичного училища; актриса і співачка Житомирського театру драми і комедії. 1992—1997 — студентка Національної музичної академії України імені П.Чайковського (клас професора Г. Сухорукової).
У 1995—2006 роках — солістка Національної опери України імені Тараса Шевченка, виконавиця провідних оперних партій: Віолетта «Травіата» Дж. Верді), Мімі «Богема» Дж. Пуччіні, Джильда «Ріголетто» Дж. Верді, Марфа «Царська наречена» М.Римського-Корсакова, Лючія «Лючія ді Ламмермур» Г.Доніцетті т.і.
З 2001 року Ольга гостює у таких провідних світових театрах як Дойче Опер у Берліні, Баварська опера, Театр Лісеу(Барселона), Метрополітан опера, Дрезденська опера та інші.
У 2017 році Ольга Микитенко випустила філософський роман « Solo OM», в основі якого біографія співачки. Книга також вийшла англійською та німецькою мовами і знаходиться у вільному онлайн продажі.
У 2020 році випущено новий диск співачки « I Vespri Verdiani»-Verdi Arias із борнмутським симфонічним оркестром під керівництвом Кирила Карабця.

## Нагороди
- 1997 — Міжнародний конкурс імені Ф. Віньяса (Барселона) — 2-а премія (1-а не присуджувалася), нагорода «Воче екстраординаре»;
- 1997 — Міжнародний конкурс імені Марії Каллас (Афіни) — золота медаль і ґран-прі.
- 2003 — Міжнародний конкурс королеви Соні (Осло)- перша премія

## Партії
- Графиня «Весілля Фігаро» Моцарт
- Фіорділіджі «Так роблять усі» Моцарт
- Донна Анна «Дон Джованні» Моцарт
- Амамлія «Розбійники» Верді
- Луїза «Луїза Міллер» Верді
- Віолетта «Травіата» Верді
- Ліу «Турандот» Пуччіні
- Мімі «Богема» Пуччіні
- Мінні «Дівчина з золотого заходу» Пуччіні
- Маргарита «Фауст» Гуно
- Маріетта «Мертве місто» Корнгольда